# 中冈创一
中冈创一（日语：／，1977年12月8日—）是渡边娱乐所属的搞笑艺人。B型。

## 生平
中冈创一出生于爱知县半田医院，在美浜町长大。小学入学时迁往奈良县橿原市。
中冈创一于橿原市立大成中学、大谷高等学校毕业。于同学校高中部3年级时在校中作为大阪NSC16期生入学。
与见藤恭太郎、藤枝孝友一起组成了“3儿”艺人组合（已解散）。但是因为想和初次见面的女朋友结婚，所以22岁的时候就暂时引退艺人，在名古屋的工厂工作了5年，打算存结婚资金却被甩了。2005年，回归艺人圈。此外，隐退期间艺龄也被计算。

## 人物
眼镜和长到肩膀的头发是其最大的特征（在《到世界的尽头Q！》中很好地表现了这一点）。在橿原市立大成中学和大谷高等学校打田赛曲棍球，本人说「以加入日本代表队作为目标」。与出川哲朗公私交流很深，两人也曾观看过锦织圭的比赛。。公开表示作为艺人尊敬鈴木拓。虽然曾经和她如上所述约定过结婚，但现在，还是单身。

## 其他
中冈创一一直以为自己的血型是B型，后来发现在棒球比赛中受伤时进行血液检查是O型。但是现在所属事务所的官方简介也是B型，说到底还是B型。
中冈创一的父亲是一个金属加工公司的社长，开发使用了橡胶金属的眼镜框等产品。虽然性格非常严厉，但有一天中冈创一去了当地的夜总会，被问“是那个色狼中冈先生的儿子！？”

## 外部連結
- ロッチ | ワタナベエンターテインメント（页面存档备份，存于）
- ロッチ 中岡的X（前Twitter）
- ロッチ中岡的Instagram帳戶